# Championnat de Russie de football de deuxième division 2018-2019
Navigation
Édition précédente Édition suivante
La saison 2018-2019 de la FNL est la vingt-septième édition de la deuxième division russe. C'est la huitième édition à suivre un calendrier « automne-printemps » à cheval sur deux années civiles. Elle prend place entre le 17 juillet 2018 et le 25 mai 2019, et comprend une trêve hivernale entre le 24 novembre 2018 et le 3 mars 2019.
Pour cette édition, vingt clubs du pays sont regroupés au sein d'une poule unique où ils s'affrontent à deux reprises, à domicile et à l'extérieur, pour un total de 380 matchs, soit trente-huit chacun.
En fin de saison, les cinq derniers du classement sont relégués en troisième division tandis que les deux premiers sont directement promus en première division. Le troisième et le quatrième sont quant à eux qualifiés pour le barrage de promotion face au treizième et quatorzième du premier échelon afin de déterminer les deux derniers participants de ces deux compétitions pour la saison 2019-2020.
La compétition est remportée par le FK Tambov, qui l'emporte pour la première fois de son histoire. Il est suivi du FK Sotchi, tout juste fondé cette saison-là. Les deux barragistes sont le FK Nijni Novgorod et le Tom Tomsk, qui échouent tous deux à la promotion, étant vaincus respectivement par le Krylia Sovetov Samara et le FK Oufa à l'issue des barrages.
À l'autre bout du classement, le FK Tioumen termine l'exercice en dernière position, ayant notamment écopé d'une pénalité de six points en cours de saison. Les autres relégués sont le Sibir Novossibirsk et le Zénith-2 Saint-Pétersbourg. Le Baltika Kaliningrad et le Fakel Voronej, originellement relégables, sont quant à eux repêchés administrativement par la suite.
Le joueur du FK Sotchi Maksim Barsov termine meilleur buteur de la compétition avec dix-neuf buts inscrits tandis que Vladislav Sarveli du Tchertanovo Moscou se démarque comme le meilleur passeur du championnat avec douze passes décisives délivrées.

## Clubs participants
Vingt équipes prennent part à la compétition, quinze d'entre elles étant déjà présentes la saison précédente, auxquelles s'ajoutent un relégué de première division, le SKA-Khabarovsk, et quatre promus de troisième division qui sont le FK Armavir, le FK Krasnodar-2, le Mordovia Saransk et le Tchertanovo Moscou qui remplacent les promus et relégués de l'édition précédente.
Parmi ces clubs, le Baltika Kaliningrad est celui présent depuis le plus longtemps avec une participation ininterrompue en deuxième division depuis la saison 2006. Il est suivi du Chinnik Iaroslavl, présent depuis 2009, et du Sibir Novossibirsk, qui n'a pas quitté cet échelon depuis 2011.
La pré-saison est notamment marquée par les retraits du Kouban Krasnodar et du Volgar Astrakhan, respectivement neuvième et dixième la saison précédente, qui se voient retirer leurs licences de deuxième division en mai 2018 pour des raisons financières,. Dans le même temps, le FK Tosno, initialement relégué de première division, se voit également refuser une licence, étant dissous par la suite en juin 2018. Ces retraits successifs, couplés aux non-promotions de l'Ararat Moscou et du Sakhaline Ioujno-Sakhalinsk, amènent au repêchage de l'intégralité des équipes ayant finies relégables à l'issue de la saison 2017-2018, une première dans l'histoire de la compétition,. L'Anji Makhatchkala, initialement relégué de première division, est quant à lui finalement repêché après la disparition de l'Amkar Perm. Sa place est par la suite réattribuée au FK Krasnodar-2, qui avait fini quatrième du groupe Sud de la troisième division,.
Le Dinamo Saint-Pétersbourg annonce quant à lui sa relocation à Sotchi au début du mois de juin 2018 et devient le FK Sotchi. À la fin du même mois, l'Olimpiets Nijni Novgorod est renommé en FK Nijni Novgorod tandis que le Luch-Energia Vladivostok redevient le Luch à la mi-juillet.
Légende des couleurs
- Relégué de première division
- Promu de troisième division

| Club                       | D2 depuis | Classement 2017-2018    | Entraîneur           | Stade                            | Capacité théorique |
| -------------------------- | --------- | ----------------------- | -------------------- | -------------------------------- | ------------------ |
| SKA-Khabarovsk             | 2018      | 16 (D1)                 | Alekseï Poddoubski   | Stade Lénine                     | 15 200             |
| FK Tambov                  | 2016      | 4                       | Aleksandr Grigoryan  | Stade Spartak                    | 5 000              |
| Baltika Kaliningrad        | 2006      | 5                       | Ievgueni Kalechine   | Baltika Arena                    | 35 000             |
| FK Sotchi                  | 2017      | 6                       | Aleksandr Totchiline | Stade olympique Ficht            | 45 000             |
| Sibir Novossibirsk         | 2011      | 7                       | Igor Tchougaïnov     | Stade Spartak                    | 12 500             |
| Chinnik Iaroslavl          | 2009      | 8                       | Aleksandr Pobegalov  | Stade Chinnik                    | 22 900             |
| Avangard Koursk            | 2017      | 11                      | Igor Beliaïev        | Stade Trudovyé rezervy           | 11 329             |
| FK Nijni Novgorod          | 2017      | 12                      | Dmitri Cheryshev     | Stade de Nijni Novgorod          | 45 000             |
| FK Khimki                  | 2016      | 13                      | Andreï Talalaïev     | Stade Novye Khimki               | 3 066              |
| Spartak-2 Moscou           | 2015      | 14                      | Viktor Boulatov      | Stade Fiodor Tcherenkov          | 2 700              |
| Tom Tomsk                  | 2017      | 15                      | Vassili Baskakov     | Stade Troud                      | 10 028             |
| Zénith-2 Saint-Pétersbourg | 2015      | 16                      | Vladislav Radimov    | MSA Petrovski                    | 2 835              |
| Rotor Volgograd            | 2017      | 17                      | Igor Menchtchikov    | Volgograd Arena                  | 45 000             |
| Luch Vladivostok           | 2013      | 18                      | Roustem Khouzine     | Stade Dinamo                     | 10 200             |
| FK Tioumen                 | 2014      | 19                      | Goran Aleksić        | Stade Geolog                     | 13 057             |
| Fakel Voronej              | 2015      | 20                      | Sergueï Boulatov     | Stade central                    | 32 750             |
| Tchertanovo Moscou         | 2018      | 1 (D3, Ouest)           | Igor Osinkine        | Stade Avangard                   | 6 000              |
| Mordovia Saransk           | 2018      | 1 (D3, Oural-Privoljié) | Marat Moustafine     | Mordovia Arena                   | 45 000             |
| FK Armavir                 | 2018      | 1 (D3, Sud)             | Arsen Papikiane      | Stade Iounost                    | 5 700              |
| FK Krasnodar-2             | 2018      | 4 (D3, Sud)             | Aleksandr Nagorny    | Stade de l'académie de Krasnodar | 3 500              |

### Changements d'entraîneur
| Club                       | Entraîneur partant   | Motif du départ            | Date de départ    | Position   | Entraîneur arrivant | Date d'arrivée    |
| -------------------------- | -------------------- | -------------------------- | ----------------- | ---------- | ------------------- | ----------------- |
| FK Tioumen                 | Vladimir Maminov     | Fin de contrat             | 18 mai 2018       | Pré-saison | Goran Aleksić       | 13 juin 2018      |
| Baltika Kaliningrad        | Igor Tcherevtchenko  | Fin de contrat             | 21 mai 2018       | Pré-saison | Valeri Nepomniachi  | 1er juin 2018     |
| Rotor Volgograd            | Sergueï Pavlov       | Fin de contrat             | 21 mai 2018       | Pré-saison | Robert Ievdokimov   | 27 mai 2018       |
| FK Tambov                  | Andreï Talalaïev     | Fin de contrat             | 23 mai 2018       | Pré-saison | Timour Chipchev     | 11 juillet 2018   |
| Avangard Koursk            | Khasanbi Bidjiev     | Fin de contrat             | 31 mai 2018       | Pré-saison | Igor Beliaïev       | 31 mai 2018       |
| Fakel Voronej              | Pavel Goussev        | Fin de contrat             | 31 mai 2018       | Pré-saison | Sergueï Volguine    | 16 juillet 2018   |
| Spartak-2 Moscou           | Dmitri Gounko        | Fin de contrat             | 31 mai 2018       | Pré-saison | Viktor Boulatov     | 1er juin 2018     |
| FK Khimki                  | Iouri Krasnojan      | Fin de contrat             | 1er juin 2018     | Pré-saison | Igor Chalimov       | 5 juin 2018       |
| Zénith-2 Saint-Pétersbourg | Konstantine Zyrianov | Fin de contrat             | 27 juin 2018      | Pré-saison | Oleksandr Horshkov  | 27 juin 2018      |
| FK Nijni Novgorod          | Nikolaï Pissarev     | Renvoi                     | 9 juillet 2018    | Pré-saison | Dmitri Cheryshev    | 11 juillet 2018   |
| SKA-Khabarovsk             | Sergueï Perednia     | Renvoi                     | 19 août 2018      | 9e         | Vadim Ievseïev      | 20 août 2018      |
| Zénith-2 Saint-Pétersbourg | Oleksandr Horshkov   | Renvoi                     | 5 septembre 2018  | 19e        | Vladislav Radimov   | 5 septembre 2018  |
| Sibir Novossibirsk         | Sergueï Kirssanov    | Renvoi                     | 17 septembre 2018 | 16e        | Igor Tchougaïnov    | 29 septembre 2018 |
| Baltika Kaliningrad        | Valeri Nepomniachi   | Renvoi                     | 19 septembre 2018 | 17e        | Igor Lediakhov      | 20 septembre 2018 |
| Rotor Volgograd            | Robert Ievdokimov    | Renvoi                     | 24 novembre 2018  | 15e        | Igor Menchtchikov   | 17 janvier 2019   |
| Baltika Kaliningrad        | Igor Lediakhov       | Renvoi                     | 19 décembre 2018  | 16e        | Ievgueni Kalechine  | 11 janvier 2019   |
| FK Tambov                  | Timour Chipchev      | Devient entraîneur adjoint | 18 janvier 2019   | 1er        | Mourat Iskakov      | 18 janvier 2019   |
| Fakel Voronej              | Sergueï Volguine     | Devient entraîneur adjoint | 15 mars 2019      | 14e        | Igor Pyvine         | 15 mars 2019      |
| SKA-Khabarovsk             | Vadim Ievseïev       | Départ pour le FK Oufa     | 26 mars 2019      | 9e         | Alekseï Poddoubski  | 26 mars 2019      |
| Fakel Voronej              | Igor Pyvine          | Renvoi                     | 5 avril 2019      | 16e        | Sergueï Boulatov    | 5 avril 2019      |
| FK Khimki                  | Igor Chalimov        | Renvoi                     | 9 avril 2019      | 14e        | Andreï Talalaïev    | 10 avril 2019     |
| FK Tambov                  | Mourat Iskakov       | Renvoi                     | 22 avril 2019     | 1er        | Aleksandr Grigoryan | 22 avril 2019     |

## Calendrier
Le calendrier de la deuxième division est publié le 5 juin 2018 par la FNL. Il s'agît de la septième édition de la compétition suivant un calendrier « automne-printemps » à cheval sur deux années, format adopté par la fédération russe pour tous ses championnats professionnels en 2010. La compétition démarre ainsi officiellement le 17 juillet 2018 pour s'achever le 25 mai 2019. En raison de l'hiver russe très rugueux, celle-ci est entrecoupée d'une trêve hivernale allant de la fin de la vingt-quatrième journée le 24 novembre 2018 au 3 mars 2019. Les matchs de championnat se jouent généralement durant le week-end, bien que quelques journées soient placées en cours de semaine.
Peu après la fin du championnat sont disputés les barrages de promotion entre les deux premiers non-promus de FNL et les deux derniers non-relégués de première division, qui prennent place le 30 mai et le 2 juin 2019.
Le tableau suivant récapitule le calendrier de la deuxième division pour la saison 2018-2019. Les tours de la coupe de Russie auxquels des clubs de FNL participent sont également indiqués. 

## Résumé de la saison

### Objectifs des clubs
Durant la pré-saison, les principaux prétendants attendus à la montée sont le Baltika Kaliningrad, le Rotor Volgograd, le SKA-Khabarovsk et le FK Tambov,. L'Avangard Koursk, le Chinnik Iaroslavl, le FK Nijni Novgorod ainsi que le FK Sotchi sont également cités parmi les outsiders potentiels,,.
Les trois équipes réserves de la compétition, le FK Krasnodar-2, le Spartak-2 Moscou et le Zénith-2 Saint-Pétersbourg, ne pouvant de toute façon pas être promues en première division, ont avant tout pour objectif le maintien au deuxième échelon et la formation de jeunes joueurs pour les équipes premières de leurs clubs respectifs. De même pour le Tchertanovo Moscou, dont le but est avant tout éducatif,,,. Le FK Khimki, le Sibir Novossibirsk et Tom Tomsk sont quant à eux attendus en milieu de tableau.
En bas de classement, le Fakel Voronej, dernier de l'édition précédente avant d'être repêché, cherche avant tout à se maintenir sportivement. C'est le cas également pour les promus Armavir et le Mordovia Saransk, qui souhaitent éviter la relégation et se consolider pour les saisons suivantes. Le Luch Vladivostok, le FK Tioumen ainsi que le Zénith-2 sont également cités parmi les principaux prétendants au maintien.

### Première partie de saison
La première moitié de la saison voit le Tom Tomsk, pourtant déstabilisé par des problèmes internes, se démarquer rapidement comme un prétendant sérieux à la montée, entrant dans les deux premières places dès la deuxième journée. Il est accompagné par le FK Tambov, considéré comme l'un des grands favoris à la montée, avec qui il domine la première partie de championnat en occupant perpétuellement les deux premières places à partir de la dixième journée. Ce dernier termine par ailleurs champion d'automne à l'issue de la vingt-quatrième journée avec un total de 47 points, un des décomptes les plus faibles pour le premier du championnat à ce stade. Au moment de la trêve hivernale, les deux comptent respectivement quatre et cinq points d'avance sur l'Avangard Koursk, solide troisième. La dernière place de barragiste est occupée par le Tchertanovo Moscou, qui est une des révélations de la première partie de saison et l'équipe la plus prolifique avec 45 buts marqués à la trêve. Il est alors à égalité de points avec le FK Nijni Novgorod et le FK Sotchi, deux prétendants annoncés à la promotion,, et a un point d'avance sur le Chinnik Iaroslavl.
En milieu de tableau se trouvent les équipes réserves du FK Krasnodar-2 et du Spartak-2 Moscou qui connaissent tous les deux un début de saison très positif et font partie des équipes les plus attrayantes de la première moitié de saison, Krasnodar occupant notamment la première place entre la sixième et la neuvième journée tandis que le Spartak occupe régulièrement le podium durant la première partie de la saison. Les deux connaissent cependant un coup d'arrêt avant la trêve et occupent la huitième et la neuvième place à la fin de l'année 2018. Derrière se trouvent le Luch Vladivostok et le promu Mordovia Saransk, prétendants au maintien qui comptent dix et neuf points d'avant sur les places de relégation à la trêve. Ils sont suivis du SKA-Khabarovsk, prétendant à la montée directe mais relégué à la douzième place par son mauvais début de saison, à cinq points du Tchertanovo. Khimki et le Fakel Voronej se placent quant à eux relativement loin de la relégation et de la promotion.
Le premier non-relégable est le Rotor Volgograd, qui se retrouve quinzième malgré des objectifs ambitieux en début de saison. C'est également le cas du Baltika Kaliningrad qui se classe quant à lui premier relégable en seizième position. Les autres relégables à la trêve sont le promu Armavir, le FK Tioumen et le Sibir Novossibirsk tandis que le Zénith-2 est quant à lui complètement décroché en dernière position avec seulement huit points en vingt-quatre journées, ayant notamment perdu ses huit premiers matchs de suite, soit douze de retard sur le dix-neuvième et vingt sur le Rotor. Elle est à l'origine accompagnée par Armavir, qui connaît lui aussi un début de saison très compliqué, ne comptant que deux points après les dix premiers matchs, avant de connaître un regain de forme à partir de la mi-septembre lui permettant de revenir à trois points du maintien.

### Deuxième partie de saison
Au cours de la trêve hivernale, entre décembre 2018 et mars 2019, l'Avangard Koursk, troisième de la compétition à ce moment-là, se voit confronté à de grandes difficultés financières,, de même que le Luch Vladivostok, dixième. La compétition reprend le 3 mars 2019 lors de la vingt-cinquième journée. Le 20 mars, peu après la vingt-septième journée, le FK Tioumen se voit infliger une pénalité de six points par la fédération russe pour ne pas avoir réglé une amende infligée au club par le Tribunal arbitral du sport en début d'année en raison de dettes impayées envers plusieurs anciens joueurs. Ce retrait ferait passer le total de points de l'équipe de vingt-six à vingt, la faisant descendre à la dix-neuvième place. Les dirigeants du club décident cependant de faire appel de cette décision. La pénalité est finalement maintenue et appliquée le 29 mars, à l'aube de la vingt-neuvième journée.
À la mi-avril, à sept journées de la fin de la compétition, le FK Tambov occupe toujours la tête du championnat, se plaçant comme grand favori à la victoire finale et à la promotion tandis que l'équipe compte alors une avance de cinq points sur le Tom Tomsk, qui voit quant à lui son avance sur les places de barrages se réduire à seulement un point devant le FK Sotchi, qui entame à la reprise une série victorieuse contrastant avec les méformes relatives du Tom ainsi que de l'Avangard Koursk qui se trouve quant à lui quatrième à six points de la promotion directe, bien que comptant un match de retard, juste devant le FK Nijni Novgorod mais également le SKA-Khabarovsk qui connaît lui aussi une montée en puissance marquée après la trêve hivernale, le voyant passer de la douzième à la sixième place. Ils sont ensuite suivis par le Tchertanovo Moscou et le Chinnik Iaroslavl, qui stagnent quant à eux au classement tandis que le Rotor Volgograd connaît lui aussi une remontée marquée le voyant passer de la lutte pour le maintien à celle pour la promotion, se classant alors neuvième avec cinq points de retard sur les barrages. Ces neuf équipes sont ainsi considérées comme les principaux candidats à la promotion pour la fin de saison. En bas de classement, le Zénith-2 et le FK Tioumen comptent respectivement dix-sept et quatorze points de retard sur le maintien tandis qu'il en reste seulement vingt-et-un à jouer, les plaçant comme quasi-assurés de finir relégable en fin d'exercice. Le Sibir Novossibirsk se place lui aussi en situation difficile à dix points du maintien tandis que le FK Armavir en compte quant à lui seulement six. Premier relégable, le Baltika Kaliningrad ne compte quant à lui qu'un point de retard sur le Fakel Voronej, qui est le premier non-relégable. Le Spartak-2, le Luch Vladivostok, le Mordovia Saransk et le FK Khimki, placés à moins de trois ou quatre points de la relégation, s'affichent quant à eux comme les autres équipes potentiellement menacées en fin de saison.
Le FK Sotchi parvient finalement à dépasser le Tom Tomsk dès la trente-deuxième journée à la faveur d'une victoire contre le Tchertanovo Moscou tandis que le Tom enchaîne un troisième match nul d'affilée contre le Luch Vladivostok, amenant à sa sortie des places de promotion directe pour la première fois depuis la fin de la deuxième journée,. L'écart se creuse ensuite dès la journée suivante, Sotchi enchaînant une nouvelle fois contre le SKA-Khabarovsk tandis que le Tom est vaincu sur la pelouse du Sibir Novossibirsk lors du derby sibérien. Cette journée voit par ailleurs le Zénith-2 être mathématiquement relégué, comptant dix-huit points de retard sur le maintien à cinq journées de la fin du championnat, de même pour le FK Tioumen qui en compte quinze mais ne peut refaire son retard en raison des confrontations entre les autres relégables.
La trente-quatrième journée voit Sotchi recevoir le Tom Tomsk pour la dernière confrontation directe entre les équipes occupant les trois premières places. Bien que réduits à dix peu après l'heure de jeu, les locaux parviennent finalement à l'emporter 3-1 contre les Sibériens, ce qui leur permet de porter leur avance au classement à sept points à quatre journées de la fin du championnat. Ce résultat permet également aux Sotchiens de revenir à deux points de Tambov, ainsi que de quasiment assurer la montée directe aux deux équipes,. Victorieux face au Sibir Novossibirsk, Sotchi parvient à prendre dès la journée suivante la place de leader au FK Tambov, qui concède quant à lui le match nul à domicile face au Fakel Voronej. Ce résultat, couplé à la victoire du FK Armavir contre le FK Nijni Novgorod, voit le Sibir être officiellement relégué à l'issue de la trente-cinquième journée, tandis qu'Armavir sort de la zone des relégables pour la première fois de la saison,. La défaite de Tomsk à Iaroslavl lors de la trente-sixième journée permet à Sotchi et Tambov d'assurer leur montée en première division à deux journées de la fin du championnat.
À l'aube de la dernière journée, le podium du championnat est déjà quasiment fixé après la victoire de Tom Tomsk contre le Spartak-2 qui lui permet d'assurer la troisième place, tandis que Sotchi et Tambov peuvent encore prétendre au titre de champion, ce dernier étant alors en tête. La quatrième place, synonyme de barrages, reste quant à elle très contestée, avec l'avantage à son occupant le FK Nijni Novgorod qui est suivi par quatre autres équipes se trouvant à trois points ou moins derrière lui pouvant prétendre à cette position : le Tchertanovo, le SKA-Khabarovsk, le Chinnik et l'Avangard. À l'autre bout du classement, trois équipes concourent afin de déterminer les deux dernières places de relégation : Armavir, le Fakel Voronej et le Baltika Kaliningrad, ce dernier étant alors le mieux placé pour se maintenir.
La dernière journée voit finalement peu de changement en haut de classement, Tambov assurant sa victoire finale avec une victoire contre le Zénith-2 tandis que Sotchi fait match nul sur la pelouse du Spartak-2. La dernière place de barragiste reste quant à elle entre les mains du FK Nijni Novgorod qui l'emporte 3-1 contre le Mordovia Saransk. Dans le bas de classement en revanche, c'est le FK Armavir qui parvient à accrocher la quinzième position grâce à sa victoire 2-0 contre le SKA, profitant ainsi des matchs nuls du Baltika et du Fakel, face à Tioumen et Tomsk respectivement, qui occupent donc les deux dernières places de relégables. Le Baltika est cependant repêché quelques jours plus tard en raison de la non-promotion du Sakhaline Ioujno-Sakhalinsk, vainqueur du groupe Est de la troisième division tandis que le Fakel profite de la non-participation de l'Anji Makhatchkala, relégué de première division pour être repêché lui aussi.

## Compétition

### Règlement
Le championnat de la FNL se compose de vingt équipes professionnelles qui s'affrontent chacune deux fois, à domicile et à l'extérieur, pour un total de trente-huit matchs disputés pour chaque équipe. À l'issue de la saison, les deux premiers au classement sont automatiquement promus en première division russe tandis que le troisième et le quatrième sont qualifiés pour les barrages de promotion, où ils affrontent le treizième et le quatorzième de la division supérieure pour une place dans celle-ci. Les cinq derniers au classement sont quant à eux directement relégués en troisième division. Les équipes réserves peuvent être reléguées, mais en aucun cas être promues. Si une de ces équipes termine la saison dans les places de promotion, l'équipe non-réserviste suivante au classement se voit attribuer la qualification à la promotion ou aux barrages. Les autres équipes sont quant à elles maintenues et qualifiées pour prendre part à l'édition 2019-2020 de la compétition, sauf décision administrative contraire.
Si une équipe prenant part au championnat se retire avant la fin de la première moitié de la compétition, l'intégralité de ses résultats sont annulés. Si elle se retire après, l'intégralité de ses résultats restants sont comptés comme des défaites sur tapis vert sur le score de 3-0, tandis que les équipes qui auraient dues être affrontées se voient attribuer une victoire sur le même score. Dans les deux cas, l'équipe qui se retire est automatiquement comptée comme une équipe reléguée et ne peut prendre part à l'édition suivante de la compétition, qu'elle termine parmi les équipes reléguées ou non dans le classement final. Si ce deuxième cas, pouvant concerner les retraits de plusieurs équipes, se présente, les repêchages concernent en priorité les équipes relégables dans l'ordre de leur classement final.

### Critères de départage
Les équipes sont classées selon leur nombre de points. Ils se répartissent sur la base de trois points pour une victoire, un pour un match nul et zéro pour une défaite. Pour départager les équipes à égalité de points, les critères suivants sont utilisés :
1. Nombre de matchs gagnés ;
2. Résultats lors des confrontations directes (points, matchs gagnés, différence de buts, buts marqués, buts marqués à l'extérieur) ;
3. Différence de buts générale ;
4. Buts marqués ;
5. Buts marqués à l'extérieur ;

En cas d'égalité absolue entre deux équipes, même après application de ces critères de départage, deux situations se présentent :
1. Si la promotion, la relégation, ou le titre de champion sont en jeu, un match d'appui sur terrain neutre est disputé ;
2. Dans les autres cas, les deux équipes sont départagées par un tirage au sort.

Tout comme la troisième division, la deuxième division privilégie le nombre de matchs remportés par-rapport aux résultats lors des confrontations directes afin de départager les équipes à égalité, contrairement à la première division qui privilégie ce dernier critère dans son classement, le nombre de victoires passant comme deuxième critère de départage.

### Classement et résultats

#### Classement
| Rang | Équipe                     | Pts  | J  | G  | N  | P  | Bp | Bc | Diff |
| ---- | -------------------------- | ---- | -- | -- | -- | -- | -- | -- | ---- |
| 1    | FK Tambov                  | 73   | 38 | 21 | 10 | 7  | 55 | 35 | +20  |
| 2    | FK Sotchi                  | 69   | 38 | 19 | 12 | 7  | 63 | 34 | +29  |
| 3    | Tom Tomsk                  | 64   | 38 | 17 | 13 | 8  | 40 | 25 | +15  |
| 4    | FK Nijni Novgorod          | 62   | 38 | 18 | 8  | 12 | 41 | 31 | +10  |
| 5    | Tchertanovo Moscou P       | 61   | 38 | 17 | 10 | 11 | 65 | 53 | +12  |
| 6    | Chinnik Iaroslavl          | 60   | 38 | 16 | 12 | 10 | 42 | 31 | +11  |
| 7    | SKA-Khabarovsk R           | 58   | 38 | 15 | 13 | 10 | 46 | 41 | +5   |
| 8    | Avangard Koursk            | 56   | 38 | 16 | 8  | 14 | 48 | 42 | +6   |
| 9    | FK Khimki                  | 53   | 38 | 14 | 11 | 13 | 47 | 49 | -2   |
| 10   | FK Krasnodar-2 P           | 51   | 38 | 12 | 15 | 11 | 45 | 52 | -7   |
| 11   | Rotor Volgograd            | 50   | 38 | 12 | 14 | 12 | 34 | 36 | -2   |
| 12   | Luch Vladivostok           | 47   | 38 | 10 | 17 | 11 | 29 | 28 | +1   |
| 13   | Spartak-2 Moscou           | 46   | 38 | 12 | 10 | 16 | 45 | 47 | -2   |
| 14   | Mordovia Saransk P         | 44-3 | 38 | 12 | 11 | 15 | 37 | 46 | -9   |
| 15   | FK Armavir P               | 44   | 38 | 10 | 14 | 14 | 32 | 44 | -12  |
| 16   | Baltika Kaliningrad        | 42   | 38 | 10 | 12 | 16 | 38 | 52 | -14  |
| 17   | Fakel Voronej              | 41   | 38 | 9  | 14 | 15 | 36 | 40 | -4   |
| 18   | Sibir Novossibirsk         | 37   | 38 | 8  | 13 | 17 | 28 | 45 | -17  |
| 19   | Zénith-2 Saint-Pétersbourg | 28   | 38 | 7  | 7  | 24 | 33 | 57 | -24  |
| 20   | FK Tioumen                 | 25-6 | 38 | 5  | 16 | 17 | 30 | 46 | -16  |

Promotion en première division
Relégation en troisième division
- 18e : liquidation judiciaire

Abréviations
1. ↑  Le Mordovia Saransk se voit retirer trois points à la fin de la saison pour ne pas avoir appliqué une décision de la chambre de règlement des litiges de la fédération russe datant du 9 août 2018, le faisant passer de la douzième à la quatorzième place[92].
2. ↑  La non-promotion du Sakhaline Ioujno-Sakhalinsk, vainqueur du groupe Est de la troisième division, amène au repêchage du Baltika Kaliningrad[89].
3. ↑  La non-participation de l'Anji Makhatchkala, relégué de première division, amène au repêchage du Fakel Voronej[90].
4. ↑  Le Sibir Novissibirsk disparaît à la fin de la saison pour des raisons financières[93].
5. ↑  Le FK Tioumen se voit retirer six points au classement le 29 mars 2019 en raison de dettes impayés envers certains de ses anciens joueurs[75].

#### Résultats
| Résultats (▼dom., ►ext.)                                   | ARM | AVA | BAL | CHI | FAK | KHI | KRA | LUC | MOR | NIJ | ROT | SIB | SKA | SOT | SPA | TAM | TCH | TIO | TOM | ZEN |
| FK Armavir                                                 |     | 0-0 | 2-2 | 0-0 | 4-1 | 0-2 | 3-3 | 1-1 | 0-1 | 2-1 | 2-2 | 0-1 | 2-0 | 0-3 | 0-0 | 1-3 | 1-3 | 1-0 | 0-0 | 1-0 |
| Avangard Koursk                                            | 1-0 |     | 0-2 | 1-2 | 1-0 | 4-0 | 1-1 | 2-2 | 2-0 | 1-1 | 1-0 | 3-2 | 1-1 | 2-1 | 3-2 | 0-0 | 2-1 | 2-0 | 0-0 | 2-1 |
| Baltika Kaliningrad                                        | 1-1 | 2-1 |     | 1-0 | 0-2 | 2-1 | 1-4 | 0-2 | 1-0 | 1-2 | 1-1 | 1-1 | 1-0 | 2-2 | 2-0 | 1-2 | 2-0 | 1-1 | 1-0 | 0-2 |
| Chinnik Iaroslavl                                          | 0-0 | 4-2 | 1-0 |     | 1-0 | 0-1 | 2-2 | 0-0 | 1-2 | 1-0 | 0-0 | 2-1 | 1-1 | 1-1 | 1-1 | 3-0 | 3-3 | 1-0 | 1-0 | 1-0 |
| Fakel Voronej                                              | 0-0 | 3-2 | 1-1 | 3-0 |     | 2-0 | 0-0 | 1-1 | 1-2 | 1-0 | 0-0 | 0-1 | 1-3 | 1-2 | 3-0 | 0-0 | 1-1 | 1-1 | 0-0 | 2-2 |
| FK Khimki                                                  | 2-3 | 3-1 | 3-3 | 1-0 | 1-1 |     | 3-0 | 2-1 | 1-1 | 0-2 | 1-1 | 1-1 | 0-0 | 0-0 | 1-3 | 2-0 | 3-2 | 2-1 | 0-1 | 3-0 |
| FK Krasnodar-2                                             | 0-0 | 0-2 | 2-1 | 1-1 | 1-2 | 4-2 |     | 2-1 | 1-2 | 0-2 | 0-0 | 1-1 | 1-1 | 0-2 | 0-3 | 2-0 | 3-1 | 0-0 | 1-1 | 2-1 |
| Luch Vladivostok                                           | 3-0 | 1-0 | 0-0 | 0-2 | 1-0 | 0-1 | 0-1 |     | 0-1 | 1-0 | 1-0 | 1-0 | 0-2 | 0-1 | 2-0 | 0-1 | 0-0 | 1-1 | 2-2 | 1-0 |
| Mordovia Saransk                                           | 2-1 | 1-4 | 1-0 | 0-0 | 1-1 | 1-1 | 1-2 | 0-0 |     | 2-2 | 1-0 | 3-0 | 0-1 | 0-2 | 0-1 | 1-3 | 1-2 | 1-1 | 0-1 | 1-0 |
| FK Nijni Novgorod                                          | 1-0 | 0-1 | 0-0 | 0-1 | 1-0 | 1-1 | 3-0 | 0-0 | 3-1 |     | 1-3 | 1-0 | 0-1 | 0-0 | 3-1 | 1-0 | 2-1 | 2-1 | 2-1 | 1-0 |
| Rotor Volgograd                                            | 0-1 | 1-0 | 1-0 | 1-3 | 1-2 | 1-0 | 1-0 | 1-0 | 1-1 | 2-1 |     | 2-0 | 2-2 | 1-1 | 0-0 | 1-2 | 1-2 | 2-1 | 0-0 | 1-1 |
| Sibir Novossibirsk                                         | 0-1 | 1-0 | 2-1 | 0-2 | 2-0 | 1-2 | 0-0 | 0-0 | 0-0 | 0-0 | 1-1 |     | 1-1 | 0-1 | 1-0 | 0-2 | 1-2 | 2-0 | 1-0 | 0-1 |
| SKA-Khabarovsk                                             | 3-0 | 1-0 | 1-1 | 1-0 | 2-1 | 0-1 | 2-2 | 0-0 | 2-1 | 1-0 | 0-1 | 1-1 |     | 2-2 | 1-0 | 1-2 | 1-3 | 2-1 | 1-0 | 3-1 |
| FK Sotchi                                                  | 1-0 | 1-0 | 4-1 | 0-0 | 0-2 | 3-2 | 1-1 | 2-2 | 0-2 | 0-1 | 4-2 | 4-1 | 2-0 |     | 0-1 | 0-0 | 2-1 | 1-1 | 3-1 | 2-0 |
| Spartak-2 Moscou                                           | 1-2 | 0-0 | 2-1 | 1-4 | 2-1 | 0-1 | 2-3 | 2-2 | 4-0 | 1-2 | 2-0 | 3-0 | 2-1 | 1-1 |     | 2-2 | 0-2 | 0-0 | 1-1 | 1-1 |
| FK Tambov                                                  | 0-1 | 3-1 | 2-0 | 1-0 | 0-0 | 3-0 | 1-2 | 2-1 | 2-2 | 0-0 | 1-0 | 3-1 | 3-2 | 0-3 | 2-0 |     | 2-2 | 1-1 | 3-0 | 2-1 |
| Tchertanovo Moscou                                         | 1-1 | 3-2 | 3-1 | 0-1 | 2-1 | 2-1 | 3-0 | 1-1 | 0-2 | 3-1 | 1-1 | 2-1 | 2-2 | 2-6 | 1-0 | 0-1 |     | 4-0 | 1-1 | 4-0 |
| FK Tioumen                                                 | 1-0 | 0-1 | 4-1 | 3-2 | 1-1 | 0-0 | 0-1 | 0-0 | 1-1 | 2-1 | 0-1 | 0-0 | 1-1 | 2-1 | 1-2 | 1-3 | 1-1 |     | 1-2 | 1-2 |
| Tom Tomsk                                                  | 3-0 | 1-0 | 1-1 | 2-0 | 2-0 | 2-0 | 0-0 | 0-0 | 1-0 | 0-1 | 2-0 | 1-1 | 4-1 | 1-0 | 2-1 | 1-1 | 3-1 | 1-0 |     | 1-0 |
| Zénith-2 Saint-Pétersbourg                                 | 1-1 | 1-2 | 0-1 | 1-0 | 1-0 | 2-2 | 5-2 | 0-1 | 3-1 | 1-2 | 0-1 | 2-2 | 0-1 | 1-4 | 0-3 | 1-2 | 1-2 | 0-0 | 0-1 |     |
| - Victoire à domicile - Match nul - Victoire à l'extérieur |     |     |     |     |     |     |     |     |     |     |     |     |     |     |     |     |     |     |     |     |

#### Barrages de promotion
Le troisième et le quatrième du championnat affrontent respectivement le quatorzième et le treizième de la première division à la fin de la saison dans le cadre d'un barrage aller-retour. Les deux équipes de deuxième division échouent à la promotion à l'issue de ces barrages, le Tom Tomsk étant vaincu par le FK Oufa sur le score de 2-1 sur l'ensemble des deux matchs tandis que le FK Nijni Novgorod perd 3-2 contre le Krylia Sovetov Samara.
| Équipe                 | Aller | Total | Retour | Équipe                     |
| ---------------------- | ----- | ----- | ------ | -------------------------- |
| FK Oufa (D1)           | 2 - 0 | 2 - 1 | 0 - 1  | (D2) Tom Tomsk             |
| FK Nijni Novgorod (D2) | 1 - 3 | 2 - 3 | 1 - 0  | (D1) Krylia Sovetov Samara |

| 30 mai 2019 | FK Oufa (D1)                 | 2 - 0 | (D2) Tom Tomsk | Stade Neftianik, Oufa                          |                                                |
| 19h00 UTC+5 | Igboun 28e · Ediev 80e (csc) |       |                | Spectateurs : 9 384 Arbitrage : Mikhaïl Vilkov | Spectateurs : 9 384 Arbitrage : Mikhaïl Vilkov |
| 19h00 UTC+5 | Rapport                      |       |                | Spectateurs : 9 384 Arbitrage : Mikhaïl Vilkov | Spectateurs : 9 384 Arbitrage : Mikhaïl Vilkov |

| 2 juin 2019 | Tom Tomsk (D2) | 1 - 0 | (D1) FK Oufa | Stade Troud, Tomsk                             |                                                |
| 18h00 UTC+7 | Gassiline 11e  |       |              | Spectateurs : 6 210 Arbitrage : Vitali Mechkov | Spectateurs : 6 210 Arbitrage : Vitali Mechkov |
| 18h00 UTC+7 | Rapport        |       |              | Spectateurs : 6 210 Arbitrage : Vitali Mechkov | Spectateurs : 6 210 Arbitrage : Vitali Mechkov |

| 30 mai 2019 | FK Nijni Novgorod (D2) | 1 - 3 | (D1) Krylia Sovetov Samara                                   | Stade de Nijni Novgorod, Nijni Novgorod             |                                                     |
| 19h00 UTC+3 | Fomine 23e (pen.)      |       | 65e (csc) Fedoriv · 90+1e (pen.) Zinkovski · 90+4e Chichkine | Spectateurs : 21 800 Arbitrage : Sergueï Lapochkine | Spectateurs : 21 800 Arbitrage : Sergueï Lapochkine |
| 19h00 UTC+3 | Rapport                |       |                                                              | Spectateurs : 21 800 Arbitrage : Sergueï Lapochkine | Spectateurs : 21 800 Arbitrage : Sergueï Lapochkine |

| 2 juin 2019 | Krylia Sovetov Samara (D1) | 0 - 1 | (D2) FK Nijni Novgorod | Samara Arena, Samara                              |                                                   |
| 18h00 UTC+4 |                            |       | 45e (pen.) Fomine      | Spectateurs : 23 441 Arbitrage : Sergueï Karassev | Spectateurs : 23 441 Arbitrage : Sergueï Karassev |
| 18h00 UTC+4 | Rapport                    |       |                        | Spectateurs : 23 441 Arbitrage : Sergueï Karassev | Spectateurs : 23 441 Arbitrage : Sergueï Karassev |

## Statistiques

### Leader par journée
La frise suivante montre l'évolution des équipes ayant successivement occupé la première place :

### Dernier par journée
La frise suivante montre l'évolution des équipes ayant successivement occupé la dernière place :

### Domicile et extérieur
| Rang | Équipe                     | Pts | J  | G  | N  | P  | Bp | Bc | Diff |
| ---- | -------------------------- | --- | -- | -- | -- | -- | -- | -- | ---- |
| 1    | Tom Tomsk                  | 44  | 19 | 13 | 5  | 1  | 28 | 7  | +21  |
| 2    | Avangard Koursk            | 39  | 19 | 11 | 6  | 2  | 29 | 16 | +13  |
| 3    | FK Tambov                  | 38  | 19 | 11 | 5  | 3  | 31 | 17 | +14  |
| 4    | FK Nijni Novgorod          | 37  | 19 | 11 | 4  | 4  | 22 | 12 | +10  |
| 5    | Tchertanovo Moscou         | 35  | 19 | 10 | 5  | 4  | 35 | 23 | +12  |
| 6    | FK Sotchi                  | 35  | 19 | 10 | 5  | 4  | 30 | 18 | +12  |
| 7    | SKA-Khabarovsk             | 35  | 19 | 10 | 5  | 4  | 25 | 17 | +8   |
| 8    | Chinnik Iaroslavl          | 35  | 19 | 9  | 8  | 2  | 24 | 14 | +10  |
| 9    | FK Khimki                  | 31  | 19 | 8  | 7  | 4  | 29 | 21 | +8   |
| 10   | Rotor Volgograd            | 30  | 19 | 8  | 6  | 5  | 20 | 17 | +3   |
| 11   | Baltika Kaliningrad        | 29  | 19 | 8  | 5  | 6  | 21 | 22 | -1   |
| 12   | Luch Vladivostok           | 28  | 19 | 8  | 4  | 7  | 14 | 12 | +2   |
| 13   | Spartak-2 Moscou           | 25  | 19 | 6  | 7  | 6  | 27 | 24 | +3   |
| 14   | FK Krasnodar-2             | 25  | 19 | 6  | 7  | 6  | 21 | 23 | -2   |
| 15   | Fakel Voronej              | 25  | 19 | 5  | 10 | 4  | 21 | 16 | +5   |
| 16   | Sibir Novossibirsk         | 24  | 19 | 6  | 6  | 7  | 13 | 14 | -1   |
| 17   | FK Armavir                 | 23  | 19 | 5  | 8  | 6  | 20 | 23 | -3   |
| 18   | FK Tioumen                 | 22  | 19 | 5  | 7  | 7  | 20 | 21 | -1   |
| 19   | Mordovia Saransk           | 21  | 19 | 5  | 6  | 8  | 17 | 22 | -5   |
| 20   | Zénith-2 Saint-Pétersbourg | 16  | 19 | 4  | 4  | 11 | 20 | 28 | -8   |

| Rang | Équipe                     | Pts | J  | G | N  | P  | Bp | Bc | Diff |
| ---- | -------------------------- | --- | -- | - | -- | -- | -- | -- | ---- |
| 1    | FK Tambov                  | 35  | 19 | 9 | 5  | 4  | 24 | 18 | +6   |
| 2    | FK Sotchi                  | 34  | 19 | 9 | 7  | 3  | 33 | 16 | +17  |
| 3    | Tchertanovo Moscou         | 26  | 19 | 7 | 5  | 7  | 30 | 30 | 0    |
| 4    | Mordovia Saransk           | 26  | 19 | 7 | 5  | 7  | 20 | 24 | -4   |
| 5    | FK Krasnodar-2             | 26  | 19 | 6 | 8  | 5  | 24 | 29 | -5   |
| 6    | Chinnik Iaroslavl          | 25  | 19 | 7 | 4  | 8  | 18 | 17 | +1   |
| 7    | FK Nijni Novgorod          | 25  | 19 | 7 | 4  | 8  | 19 | 19 | 0    |
| 8    | SKA-Khabarovsk             | 23  | 19 | 5 | 8  | 6  | 21 | 24 | -3   |
| 9    | FK Khimki                  | 22  | 19 | 6 | 4  | 9  | 18 | 28 | -10  |
| 10   | Spartak-2 Moscou           | 21  | 19 | 6 | 3  | 10 | 18 | 23 | -5   |
| 11   | FK Armavir                 | 21  | 19 | 5 | 6  | 8  | 12 | 21 | -9   |
| 12   | Rotor Volgograd            | 20  | 19 | 4 | 8  | 7  | 14 | 19 | -5   |
| 13   | Tom Tomsk                  | 20  | 19 | 4 | 8  | 7  | 12 | 18 | -6   |
| 14   | Luch Vladivostok           | 19  | 19 | 2 | 13 | 4  | 15 | 16 | -1   |
| 15   | Avangard Koursk            | 17  | 19 | 5 | 2  | 12 | 19 | 26 | -7   |
| 16   | Fakel Voronej              | 16  | 19 | 4 | 4  | 11 | 15 | 24 | -9   |
| 17   | Baltika Kaliningrad        | 13  | 19 | 2 | 7  | 10 | 17 | 30 | -13  |
| 18   | Sibir Novossibirsk         | 13  | 19 | 2 | 7  | 10 | 15 | 31 | -16  |
| 19   | Zénith-2 Saint-Pétersbourg | 12  | 19 | 3 | 3  | 13 | 13 | 29 | -16  |
| 20   | FK Tioumen                 | 9   | 19 | 0 | 9  | 10 | 10 | 25 | -15  |

### Évolution du classement
Le tableau suivant récapitule le classement au terme de chacune des journées définies par le calendrier officiel.
| Journées →     | 1  | 2  | 3  | 4  | 5  | 6  | 7  | 8  | 9  | 10 | 11 | 12 | 13 | 14 | 15 | 16 | 17 | 18 | 19 | 20 | 21 | 22 | 23 | 24 | 25 | 26 | 27 | 28 | 29 | 30 | 31 | 32 | 33 | 34 | 35 | 36 | 37 | 38 | Prom. | Barr. | Rel. |
|                |    |    |    |    |    |    |    |    |    |    |    |    |    |    |    |    |    |    |    |    |    |    |    |    |    |    |    |    |    |    |    |    |    |    |    |    |    |    |       |       |      |
| -------------- | -- | -- | -- | -- | -- | -- | -- | -- | -- | -- | -- | -- | -- | -- | -- | -- | -- | -- | -- | -- | -- | -- | -- | -- | -- | -- | -- | -- | -- | -- | -- | -- | -- | -- | -- | -- | -- | -- | ----- | ----- | ---- |
| Armavir        | 20 | 20 | 19 | 20 | 19 | 19 | 19 | 19 | 20 | 20 | 19 | 19 | 18 | 19 | 19 | 19 | 19 | 17 | 18 | 18 | 18 | 18 | 17 | 17 | 17 | 17 | 17 | 17 | 17 | 17 | 17 | 17 | 17 | 17 | 15 | 17 | 16 | 15 |       |       | 36   |
| Avangard       | 14 | 14 | 12 | 16 | 13 | 7  | 8  | 7  | 5  | 4  | 4  | 4  | 4  | 4  | 4  | 4  | 4  | 5  | 3  | 3  | 3  | 3  | 3  | 3  | 3  | 3  | 4  | 4  | 7  | 5  | 4  | 5  | 5  | 5  | 8  | 6  | 8  | 8  |       | 20    | 1    |
| Baltika        | 19 | 19 | 20 | 18 | 18 | 18 | 17 | 16 | 15 | 17 | 16 | 16 | 14 | 16 | 18 | 18 | 18 | 18 | 17 | 17 | 17 | 17 | 16 | 16 | 16 | 16 | 16 | 16 | 15 | 15 | 16 | 16 | 16 | 16 | 17 | 15 | 15 | 16 |       |       | 32   |
| Chinnik        | 4  | 1  | 3  | 8  | 12 | 14 | 7  | 10 | 9  | 9  | 10 | 8  | 11 | 11 | 9  | 7  | 8  | 10 | 10 | 10 | 11 | 10 | 9  | 7  | 8  | 6  | 5  | 5  | 6  | 7  | 8  | 7  | 8  | 8  | 7  | 5  | 7  | 6  | 1     | 2     |      |
| Fakel          | 18 | 18 | 18 | 17 | 17 | 17 | 16 | 12 | 13 | 11 | 8  | 9  | 9  | 10 | 12 | 13 | 15 | 15 | 15 | 15 | 15 | 15 | 13 | 14 | 14 | 14 | 15 | 15 | 16 | 16 | 15 | 15 | 15 | 15 | 16 | 16 | 17 | 17 |       |       | 12   |
| Khimki         | 6  | 12 | 14 | 10 | 5  | 8  | 10 | 8  | 10 | 10 | 12 | 11 | 12 | 13 | 13 | 14 | 11 | 13 | 12 | 13 | 13 | 13 | 14 | 13 | 13 | 13 | 13 | 13 | 14 | 14 | 11 | 11 | 10 | 10 | 10 | 9  | 9  | 9  |       | 1     |      |
| Krasnodar-2    | 12 | 13 | 8  | 5  | 2  | 1  | 1  | 1  | 4  | 5  | 5  | 6  | 5  | 5  | 6  | 5  | 5  | 6  | 6  | 6  | 4  | 4  | 4  | 8  | 6  | 8  | 8  | 8  | 9  | 9  | 10 | 10 | 11 | 12 | 9  | 11 | 11 | 10 |       |       |      |
| Luch           | 16 | 17 | 15 | 15 | 14 | 12 | 15 | 14 | 14 | 14 | 14 | 15 | 13 | 15 | 16 | 12 | 14 | 14 | 14 | 12 | 12 | 11 | 10 | 10 | 10 | 12 | 12 | 12 | 13 | 13 | 13 | 13 | 14 | 14 | 14 | 14 | 13 | 13 |       |       | 3    |
| Mordovia       | 8  | 6  | 11 | 14 | 10 | 10 | 11 | 13 | 11 | 12 | 11 | 12 | 8  | 9  | 7  | 8  | 10 | 9  | 9  | 8  | 9  | 12 | 11 | 11 | 11 | 10 | 10 | 10 | 12 | 12 | 12 | 14 | 13 | 13 | 13 | 13 | 12 | 14 |       |       |      |
| Nijni Novgorod | 9  | 5  | 9  | 4  | 7  | 4  | 3  | 5  | 8  | 6  | 7  | 7  | 7  | 6  | 5  | 6  | 6  | 3  | 4  | 4  | 5  | 8  | 5  | 5  | 5  | 7  | 7  | 6  | 4  | 4  | 5  | 4  | 4  | 4  | 4  | 4  | 4  | 4  | 1     | 22    |      |
| Rotor          | 11 | 8  | 13 | 13 | 15 | 16 | 18 | 18 | 18 | 18 | 18 | 18 | 17 | 17 | 15 | 11 | 12 | 11 | 13 | 14 | 14 | 14 | 15 | 15 | 15 | 15 | 14 | 14 | 10 | 10 | 9  | 9  | 9  | 9  | 11 | 10 | 10 | 11 |       |       | 9    |
| Sibir          | 10 | 15 | 16 | 12 | 16 | 15 | 14 | 17 | 17 | 16 | 17 | 17 | 19 | 18 | 17 | 17 | 17 | 19 | 19 | 19 | 19 | 19 | 19 | 19 | 19 | 19 | 19 | 19 | 18 | 18 | 18 | 18 | 18 | 18 | 18 | 18 | 18 | 18 |       |       | 33   |
| SKA            | 2  | 4  | 7  | 3  | 6  | 9  | 9  | 11 | 12 | 13 | 13 | 13 | 15 | 12 | 11 | 16 | 13 | 12 | 11 | 11 | 10 | 9  | 12 | 12 | 12 | 11 | 9  | 9  | 8  | 8  | 6  | 6  | 6  | 6  | 5  | 8  | 6  | 7  | 1     | 2     | 1    |
| Sotchi         | 17 | 11 | 6  | 7  | 3  | 5  | 6  | 6  | 6  | 7  | 9  | 10 | 10 | 7  | 8  | 9  | 7  | 7  | 7  | 9  | 8  | 7  | 8  | 6  | 7  | 4  | 3  | 3  | 3  | 3  | 3  | 2  | 2  | 2  | 1  | 1  | 2  | 2  | 8     | 10    | 1    |
| Spartak-2      | 7  | 9  | 10 | 11 | 9  | 6  | 4  | 2  | 2  | 3  | 3  | 3  | 3  | 3  | 3  | 3  | 3  | 4  | 5  | 5  | 7  | 6  | 7  | 9  | 9  | 9  | 11 | 11 | 11 | 11 | 14 | 12 | 12 | 11 | 12 | 12 | 14 | 14 |       |       |      |
| Tambov         | 5  | 3  | 4  | 2  | 4  | 3  | 5  | 4  | 3  | 2  | 2  | 1  | 2  | 1  | 1  | 1  | 1  | 1  | 1  | 1  | 1  | 2  | 2  | 1  | 1  | 1  | 1  | 1  | 1  | 1  | 1  | 1  | 1  | 1  | 2  | 2  | 1  | 1  | 33    | 4     |      |
| Tchertanovo    | 13 | 7  | 2  | 6  | 8  | 13 | 13 | 9  | 7  | 8  | 6  | 5  | 6  | 8  | 10 | 10 | 9  | 8  | 8  | 7  | 6  | 5  | 6  | 4  | 4  | 5  | 6  | 7  | 5  | 6  | 7  | 8  | 7  | 7  | 6  | 7  | 5  | 5  | 1     | 6     |      |
| Tioumen        | 1  | 10 | 5  | 9  | 11 | 11 | 12 | 15 | 16 | 15 | 15 | 14 | 16 | 14 | 14 | 15 | 16 | 16 | 16 | 16 | 16 | 16 | 18 | 18 | 18 | 18 | 18 | 18 | 19 | 19 | 19 | 19 | 19 | 19 | 19 | 20 | 20 | 20 | 1     |       | 24   |
| Tomsk          | 3  | 2  | 1  | 1  | 1  | 2  | 2  | 3  | 1  | 1  | 1  | 2  | 1  | 2  | 2  | 2  | 2  | 2  | 2  | 2  | 2  | 1  | 1  | 2  | 2  | 2  | 2  | 2  | 2  | 2  | 2  | 3  | 3  | 3  | 3  | 3  | 3  | 3  | 30    | 6     |      |
| Zénith-2       | 15 | 16 | 17 | 19 | 20 | 20 | 20 | 20 | 19 | 19 | 20 | 20 | 20 | 20 | 20 | 20 | 20 | 20 | 20 | 20 | 20 | 20 | 20 | 20 | 20 | 20 | 20 | 20 | 20 | 20 | 20 | 20 | 20 | 20 | 20 | 19 | 19 | 19 |       |       | 37   |

Les équipes comptant au moins un match en retard sont indiquées en gras et italiques.
1. 1 2  Le match de la 28e journée entre l'Avangard et Krasnodar-2 est reporté entre la 36e et la 37e journée[94].
2. ↑  Le Mordovia Saransk se voit retirer trois points peu après la fin de la saison, le faisant passer de la douzième à la quatorzième place.
3. ↑  Le FK Tioumen se voit retirer six points peu avant le début de la vingt-neuvième journée, le faisant passer de la dix-huitième à la dix-neuvième place.

## Distinctions individuelles
| Rang | Joueur                    | Club                                | Buts | Pen. | Min./but |
| ---- | ------------------------- | ----------------------------------- | ---- | ---- | -------- |
| 1    | Maksim Barsov             | FK Sotchi                           | 19   | 5    | 126,4    |
| 2    | Igor Lebedenko (en)       | Fakel Voronej                       | 14   | 0    | 209,2    |
| 3    | Vladimir Oboukhov         | Mordovia Saransk FK Tambov          | 13   | 3    | 176,6    |
| 4    | Maksim Glouchenkov        | Tchertanovo Moscou Spartak-2 Moscou | 12   | 0    | 137,3    |
| 5    | Vladislav Sarveli         | Tchertanovo Moscou                  | 12   | 1    | 264,1    |
| 6    | Anton Zinkovski           | Tchertanovo Moscou                  | 11   | 5    | 172,3    |
| 7    | Roman Akbachev            | Avangard Koursk                     | 10   | 0    | 199,3    |
| 7    | Ilia Koukhartchouk (en)   | Tom Tomsk FK Khimki                 | 10   | 0    | 297,3    |
| 9    | Vladislav Panteleïev (en) | Spartak-2 Moscou                    | 10   | 3    | 179,5    |
| 9    | Danil Outkine             | FK Krasnodar-2                      | 10   | 3    | 206,9    |

| Rang | Joueur                    | Club                                | Passes |
| ---- | ------------------------- | ----------------------------------- | ------ |
| 1    | Vladislav Sarveli         | Tchertanovo Moscou                  | 12     |
| 2    | Igor Gorbounov            | FK Sotchi                           | 9      |
| 3    | Maksim Glouchenkov        | Tchertanovo Moscou Spartak-2 Moscou | 8      |
| 4    | Maksim Kouzmine           | Fakel Voronej                       | 7      |
| 4    | Nikita Bourmistrov        | FK Sotchi                           | 7      |
| 4    | Khyzyr Appaïev            | FK Tambov                           | 7      |
| 4    | Vladislav Panteleïev (en) | Spartak-2 Moscou                    | 7      |
| 8    | Artiom Makartchouk        | Fakel Voronej                       | 6      |
| 8    | Aleksandr Nosov           | Luch Vladivostok FK Nijni Novgorod  | 6      |
| 8    | Magomed-Chapi Souleïmanov | FK Krasnodar-2                      | 6      |
| 8    | Dmitri Kaboutov (en)      | SKA-Khabarovsk                      | 6      |
| 8    | Dmitri Samoïlov           | Chinnik Iaroslavl                   | 6      |
| 8    | Roman Akbachev            | Avangard Koursk                     | 6      |
| 8    | Maksim Barsov             | FK Sotchi                           | 6      |

### Récompenses mensuelles
Chaque mois, la FNL ainsi que les fans du championnat désignent chacun un entraîneur et un joueur du mois. Le tableau suivant récapitule les différents vainqueurs de ces deux titres honorifiques. Le prix n'est pas attribué pour les mois de décembre à février en raison de la trêve hivernale.
| Mois       | Joueur du mois     | Joueur du mois      | Joueur du mois          | Joueur du mois    | Entraîneur du mois   | Entraîneur du mois | Entraîneur du mois | Entraîneur du mois |
| Mois       | FNL                | FNL                 | Fans                    | Fans              | FNL                  | FNL                | Fans               | Fans               |
| Mois       | Joueur             | Club                | Joueur                  | Club              | Entraîneur           | Club               | Entraîneur         | Club               |
| ---------- | ------------------ | ------------------- | ----------------------- | ----------------- | -------------------- | ------------------ | ------------------ | ------------------ |
| Juillet,   | Islam Tloupov      | Tom Tomsk           | Ilia Koukhartchouk (en) | Tom Tomsk         | Vassili Baskakov     | Tom Tomsk          | Mourat Iskakov     | FK Tambov          |
| Août,      | Danil Outkine      | FK Krasnodar-2      | Igor Lebedenko (en)     | Fakel Voronej     | Aleksandr Nagorny    | FK Krasnodar-2     | Dmitri Cheryshev   | FK Nijni Novgorod  |
| Septembre, | Roman Abkachev     | Avangard Koursk     | Oleg Nikolaïev          | Rotor Volgograd   | Igor Beliaïev        | Avangard Koursk    | Igor Beliaïev      | Avangard Koursk    |
| Octobre,   | Maksim Glouchenkov | Tchertanovo Moscou  | Kamil Moulline          | Rotor Volgograd   | Dmitri Cheryshev     | FK Nijni Novgorod  | Robert Ievdokimov  | Rotor Volgograd    |
| Novembre,  | Mikhaïl Afanasiev  | Fakel Voronej       | Pavel Ignatovitch       | FK Nijni Novgorod | Roustem Khouzine     | Luch Vladivostok   | Igor Beliaïev      | Avangard Koursk    |
| Mars,      | Aleksandr Saplinov | Baltika Kaliningrad | Miroslav Lobantsev      | Rotor Volgograd   | Aleksandr Totchiline | FK Sotchi          | Mourat Iskakov     | FK Tambov          |
| Avril,     | Ievgueni Pesserov  | FK Sotchi           | Moukhammad Soultonov    | Rotor Volgograd   | Aleksandr Totchiline | FK Sotchi          | Alekseï Poddoubski | SKA-Khabarovsk     |
| Mai,       | Vladislav Sarveli  | Tchertanovo Moscou  | Moukhammad Soultonov    | Rotor Volgograd   | Aleksandr Pobegalov  | Chinnik Iaroslavl  | Igor Osinkine (en) | Tchertanovo Moscou |

## Parcours en Coupe de Russie
Dix-sept des vingt clubs de la FNL prennent part à la Coupe de Russie 2018-2019, les trois équipes réserves du championnat n'étant pas autorisées à y participer. Ils sont exempts des trois premiers tours et font leur entrée dans la compétition au quatrième tour. Pour l'emporter, une équipe doit donc passer six tours : le quatrième tour, les seizièmes de finale, les huitièmes de finale, les quarts de finale, les demi-finales et la finale. La saison précédente avait notamment vue pas moins de quatre équipes de deuxième division atteindre les quarts de finale, puis deux les demi-finales et une la finale avec l'Avangard Koursk, une première depuis 2011.
Les clubs du deuxième échelon font cette saison une entrée difficile dans la compétition, avec l'élimination de dix des dix-sept engagés dès leur entrée en lice face aux équipes de troisième division. Le bilan s'alourdit encore lors des seizièmes de finale où seulement deux équipes parviennent à se qualifier face aux équipes de première division : le FK Nijni Novgorod, vainqueur du FK Oufa, et le FK Tioumen, qui l'emporte face au CSKA Moscou, dans les deux cas par le biais des tirs au but. Leurs parcours s'arrêtent dès les huitièmes de finale, respectivement contre l'Oural Iekaterinbourg et le FK Orenbourg. Les quarts de finale se jouent donc sans aucun représentent de la FNL pour la première fois depuis l'édition 2015-2016.
| Manches       | Quatrième tour | Seizièmes de finale | Huitièmes de finale | Quarts de finale | Demi-finales  | Finale        |
| ------------- | -------------- | ------------------- | ------------------- | ---------------- | ------------- | ------------- |
| Clubs engagés | 17 (32)        | 7 (32)              | 2 (16)              | aucune équipe    | aucune équipe | aucune équipe |

Légende : (32) : nombre de clubs engagés au total